# Урожай (футбольный клуб, Ленинградская)
«Урожай» — советский и российский футбольный клуб из Ленинградской. Основан не позднее 1968 года.

## Достижения
- В первенстве СССР — 19-е место в зональном турнире класса «Б»: 1968